# Veronica arcuata
Veronica arcuata är en grobladsväxtart som först beskrevs av Barbara Gillian Briggs och Ehrend., och fick sitt nu gällande namn av Barbara Gillian Briggs. Veronica arcuata ingår i släktet veronikor, och familjen grobladsväxter. Inga underarter finns listade i Catalogue of Life.